# On Purpose
"On Purpose" é uma canção da cantora e atriz norte-americana Sabrina Carpenter para seu segundo álbum de estúdio EVOLution. A canção foi lançada como o primeiro single do álbum dia 29 de Julho de 2016, seguindo o seu single anterior "Smoke And Fire". Carpenteir performou "On Purpose" pela primeira vez em um show no Kidtopia, no final de Março, um mês após o lançamento de "Smoke And Fire". É uma música pop com elementos de tropical house.

## Antecedentes
Em agosto de 2015, foi revelado que Sabrina tinha começado a trabalhar em seu segundo álbum de estúdio.
Originalmente, "Smoke And Fire" foi o primeiro single de seu álbum, mas foi mais tarde removido da lista de faixas. Quando um fã perguntou no Twitter por ela removeu a música, Sabrina disse que a sua "evolução" veio depois a música. No dia 22 de julho, Carpenter lançou a capa do single no Twitter.

## Clipe
O vídeo da música "On Purpose", foi lançado em 12 de agosto de 2016. O vídeo foi filmado em Londres e foi dirigido por James Miller. apresenta Carpenter em vários locais em Londres, dançando e passeando. 

## Performances
Ela cantou "On Purpose" no Honda Stage do iHeartRadio Theater, em Los Angeles, no dia 25 de agosto, junto com outras músicas novas do futuro álbum.